# TAI Hürjet
TAI Hürjet — турецкий одномоторный, тандемный, сверхзвуковой учебно-тренировочный и лёгкий боевой самолёт, разрабатываемый Turkish Aerospace Industries (TAI). Совершил первый полёт 25 апреля 2023 года.
ВВС Турции намерены использовать конструкцию для замены Northrop T-38 Talon в роли тренажёра, а также для дополнения General Dynamics F-16 Fighting Falcon для непосредственной поддержки с воздуха. Также планируется заменить самолёт Northrop F-5, используемый пилотажной группой Turkish Stars. Также может быть разработана морская версия самолёта. Компания также планирует осуществлять экспортные заказы в страны, желающие заменить старые учебно-тренировочные самолёты и штурмовики.
К июню 2023 года проведено более 10 испытательных полётов. В сентябре 2023 года впервые совершил полёт в составе пилотажной группы ВВС Турции.

## История
Турецкое правительство практически не финансировало и не развивало собственный ВПК на протяжении всего 20 века, полагаясь на поставки из США и стран Европы.
Необходимость в развитии собственной школы авиации была очевидна давно. Особо остро этот вопрос встал после развала СССР и уменьшения значимости Турции для своих союзников в НАТО, а также в контексте противостояния с Грецией.
Появление в начале 2000-х отечественных компаний, специализирующихся на производстве беспилотников, послужило началом развития собственного ВПК. Турецкое правительство активно финансировало исследовательские проекты в этой области, производило крупные заказы у частных компаний, отдавало предпочтение отечественным БПЛА вместо американских. Это вызвало появление большого количества компаний, занимающихся производством беспилотников, и естественную конкуренцию между ними.
В то же время, правительство развернуло крупное финансирование исследовательских проектов в области военной авиации. Одним из первых таких проектов стала разработка одномоторного турбовинтового самолёта Hürkuş, который совершил свой первый полёт в 2013 году. По мере роста компетенций в этой области, правительство постепенно увеличивало финансирование подобных проектов.
В 2017 году было принято решение начать разработку одномоторного, сверхзвукового учебно-тренировочного самолёта. Разработка была завершена в 2022 году. 
В 2023 совершил свой первый полёт. Первую поставку Hürjet планируется осуществить в 2025 году.

## Проектирование и разработка
Проект Hürjet является развитием проекта Hürkuş — одномоторного турбовинтового самолёта, спроектированного в 2013 году. Основной целью этих проектов является получение опыта разработки собственных боевых самолётов.
Помимо этого, проект Hürjet призван решить проблему с заменой учебно-тренировочных самолётов американского производства, состоящих на вооружении ВВС Турции.
Проект был инициирован TAI в августе 2017 года с использованием собственных финансовых ресурсов. Макет был показан на международном авиасалоне в Фарнборо в 2018 году.22 июля 2018 года заместитель министра оборонной промышленности Турции объявил, что ВВС Турции подписали соглашение с TAI, придав проекту официальный статус для продвижения вперёд.
Планируется, что возможности будут включать дозаправку в воздухе, встроенную вспомогательную силовую установку, кабину, совместимую с очками ночного видения, головной дисплей и интегрированную систему отображения шлема.
Компания завершила первый тестовый симулятор для самолёта в сентябре 2020 года. Обозначенный как Hurjet 270, симулятор на основе искусственного интеллекта будет включать обратную связь от пилотов-испытателей для изменения алгоритмов управления полётом и программного обеспечения авионики в процессе лётных испытаний.
Компания разработала авионику тренажёра, системы управления полётом, экран, кабину пилота и системы связи для тренажёра.

Эспорт
Азербайджан, Испания и Канада входят в число потенциальных клиентов HÜRJET. Переговоры между TAI и этими странами продолжаются, и компания намерена продать 100 HÜRJET ВВС Турции и 300 HÜRJET международным клиентам к середине 2030-х годов.
По сообщению Avion Revue, Испания предлагает оплатить покупку 24 самолетов HÜRJET путем продажи (обмена) 6 A400M ВВС Турции через компанию Airbus. ВВС Турции уже некоторое время работают над увеличением количества A400M в своем арсенале, но дополнительные закупки не были возможны из-за бюджетных ограничений.
Испания, которая ищет учебно-тренировочный самолет нового поколения для замены SF-5M намерена добавить в свой арсенал учебно-тренировочные самолеты нового поколения к 2028 году. HÜRJET является одним из четырех кандидатов (Boeing T-7, KAI T-50 и Leonardo M-346) на замену F-5M Freedom Fighter.

## Варианты
Учебно-тренеровочный самолет
Усовершенствованная версия сверхзвукового реактивного тренажёра
Лёгкий боевой самолёт
Версия для непосредственной поддержки с воздуха и вооружённой воздушной полиции. Боевой вариант будет нести ракеты местного производства класса "воздух-воздух" и бомбы класса "воздух-земля".

## Технические характеристики (прогнозируемые)
Данные от производителя
Общая характеристика
- Экипаж: 2
- Длина: 13 м (42 фута 8 дюймов)
- Размах крыльев: 9,8 м (32 фута 2 дюйма)
- Высота: 4,2 м (13 футов 9 дюймов)
- Площадь крыла: 24 м2 (260 кв. футов)
- Силовая установка: 1 × турбовентилятор F404-GE-102 с форсажем, тяга 79 кН (17 700 фунтов на квадратный дюйм) 1

Производительность
- Максимальная скорость: 1,4 Маха
- Дальность: 2222 км (1381 миль, 1200 миль)
- Эксплуатационный потолок: 13 716 м (45 000 футов)
- пределы g: +8/-3 g
- Скороподъёмность: 200 м/с (39 000 футов/ мин)